# Michael Carlo Klepsch
Michael Carlo Klepsch (* 11. Dezember 1964 in Düsseldorf) ist ein deutscher Historiker und Publizist.

## Jugend und Studium
Klepsch besuchte das Georg-Büchner-Gymnasium in Düsseldorf und studierte nach dem Abitur von 1985 bis 1992 Neuere Geschichte, Kunstgeschichte und Politikwissenschaft in Düsseldorf, Bochum und Paris. 1999 promovierte er bei Wolfgang J. Mommsen an der Heinrich-Heine-Universität in Düsseldorf mit einer Arbeit über Romain Rolland während des Ersten Weltkrieges.

## Berufliche Laufbahn
Als wissenschaftlicher Mitarbeiter von Rüdiger Sagel im Landtag von Nordrhein-Westfalen untersuchte er von 2009 bis 2012 die verdrängte NS-Vergangenheit von Landtagsabgeordneten von CDU und FDP in NRW nach 1945. Nachdem Die Linke bei der Landtagswahl 2012 den Wiedereinzug verpasst hatte, arbeitete Klepsch bei der neu in das Landesparlament eingezogenen Fraktion der Piraten. Nachdem die Piraten bei der Landtagswahl 2017 nicht wieder in das Parlament gewählt wurden, arbeitet Klepsch nun nach Medieninformationen für die NRW-Fraktion der Alternative für Deutschland.
Er schreibt Beiträge und Rezensionen unter anderem für die Neue Zürcher Zeitung (NZZ), Frankfurter Allgemeine Zeitung (FAZ) und den „Blättern für deutsche und internationale Politik“.

## Rezeption
Sein Buch 2007 erschienenes Werk Picasso und der Nationalsozialismus wurde unter anderem von der NZZ, der deutschsprachigen Literaturzeitschrift Literaturkritik.de und der Rheinischen Post rezipiert. In Picasso und der Nationalsozialismus setzte er den Lebenslauf von Picasso, als Verkörperung der modernen Kunst, in Verbindung mit dem gescheiterten Künstler Adolf Hitler als Symbolgestalt der Antimoderne. Franz Zelger rezensierte in der Neue Zürcher Zeitung, dass das Buch gut recherchiert sei. Klepsch widerlege dabei die These, dass Pablo Picasso naiv war, als er im von Deutschen okkupierten Paris blieb.

## Schriften (Auswahl)
- Von Cromford nach Cromford. Industriespionage im 18. Jahrhundert. Rheinland Verlag, Köln 1990, ISBN 3-7927-1116-8.
- Romain Rolland im Ersten Weltkrieg. Ein Intellektueller auf verlorenem Posten. Kohlhammer, Stuttgart 2000, ISBN 3-17-016587-9.
- Picasso und der Nationalsozialismus. Patmos-Verlag, Düsseldorf 2007. ISBN 978-3-491-35011-3
- 60 Jahre Landtag NRW. Das vergessene braune Erbe. Münster 2009.